# La Plaine (Maine i Loara)
La Plaine – miejscowość i gmina we Francji, w regionie Kraj Loary, w departamencie Maine i Loara.
Według danych na rok 2010 gminę zamieszkiwały 964 osoby, a gęstość zaludnienia wynosiła 43 osób/km².